# Miech
Miech – urządzenie do wytwarzania i tłoczenia strumienia powietrza, mające zazwyczaj formę skrzynki z elastycznymi bokami i dwoma otworami: wlotowym (ssącym) i wylotowym. Każdy z nich wyposażony jest w zawór zwrotny; są one tak usytuowane, że pozwalają na przepływ powietrza przez miech tylko w jednym kierunku. Miech rozszerzając się wciąga powietrze zaworem ssącym, a kurcząc się wyrzuca je na zewnątrz otworem wylotowym. Miechy tego typu znajdowały dawniej szerokie zastosowanie w wielu dziedzinach, od hutnictwa po budowę instrumentów muzycznych (patrz niżej).
W aparatach fotograficznych starego typu termin miech określa ścianki obiektywu składające się w harmonijkę. Dawniej termin miech oznaczał wór, torbę lub sakwę. Wyrobem miechów zajmuje się dział rzemiosła zwany miechownictwem.

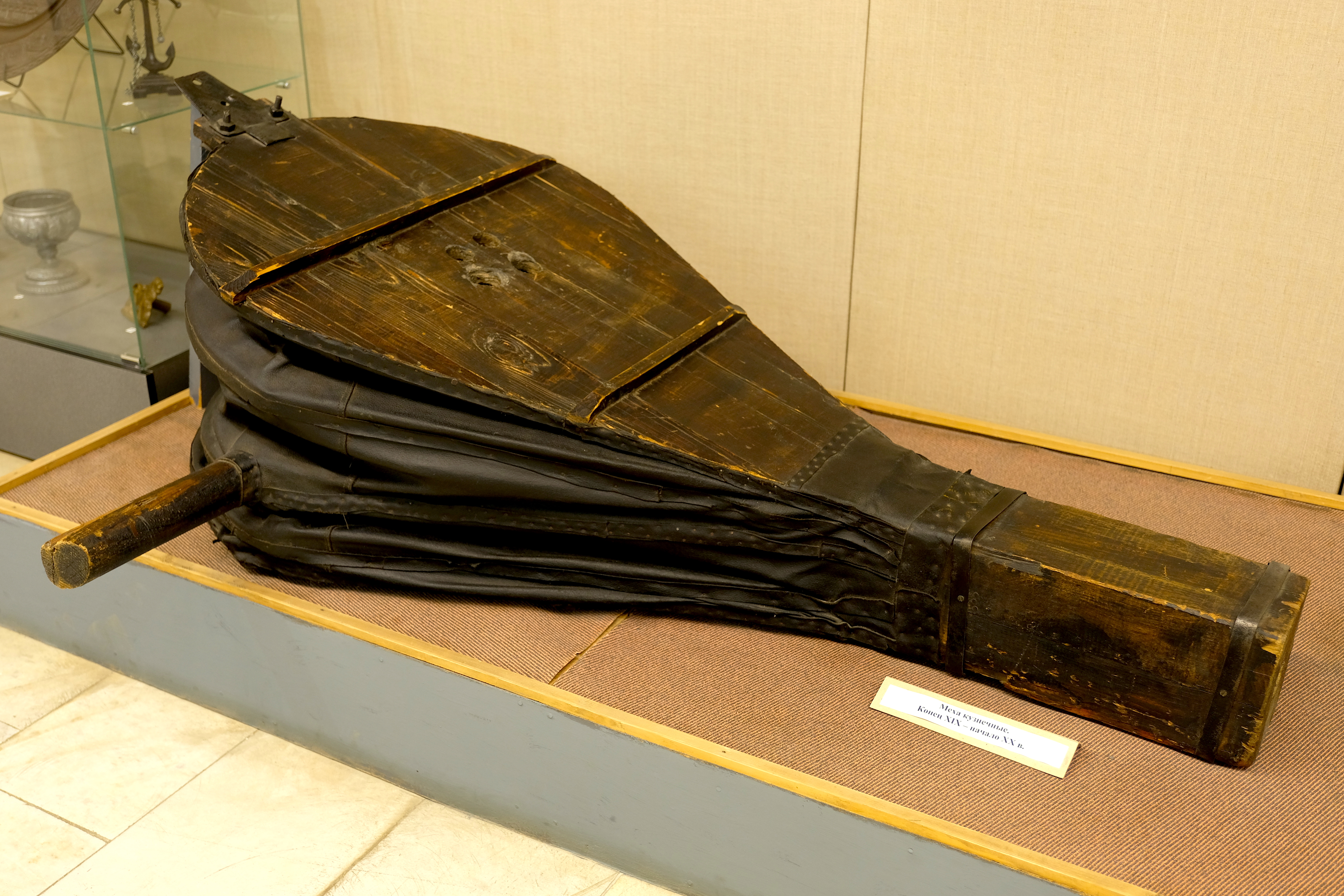
Miech kowalski
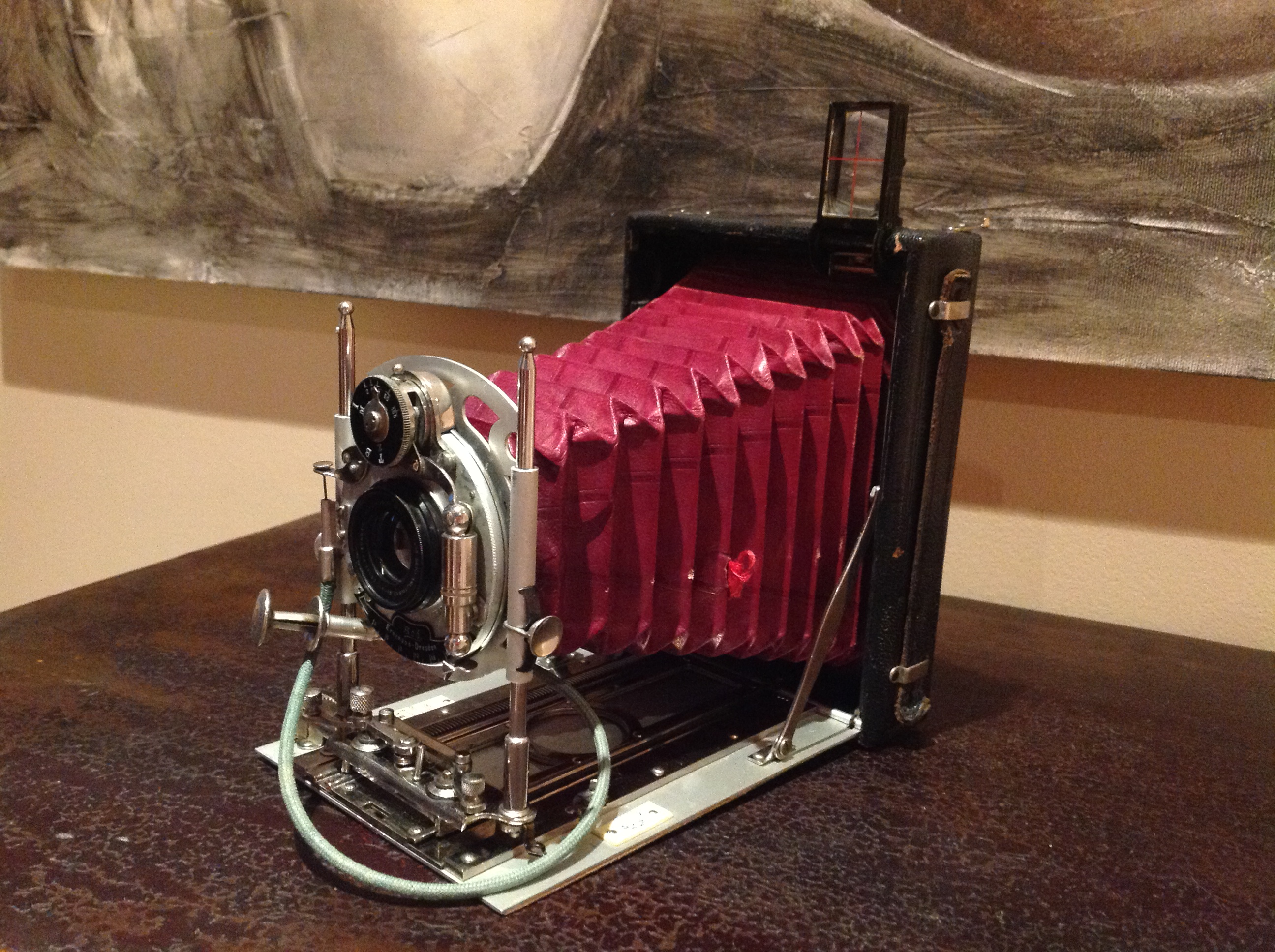
Miech w aparacie fotograficznym starego typu
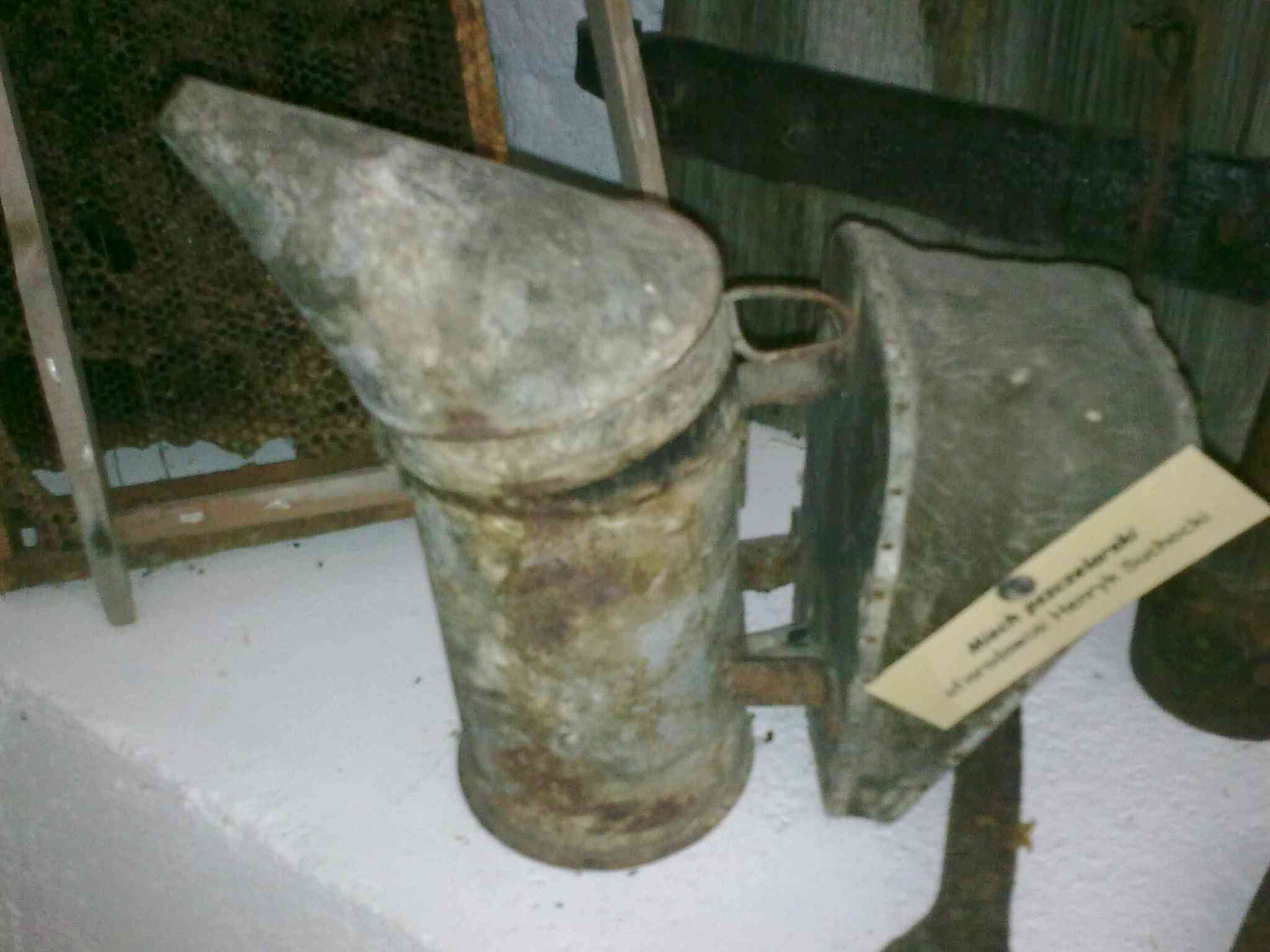
Miech pszczelarski – podkurzacz
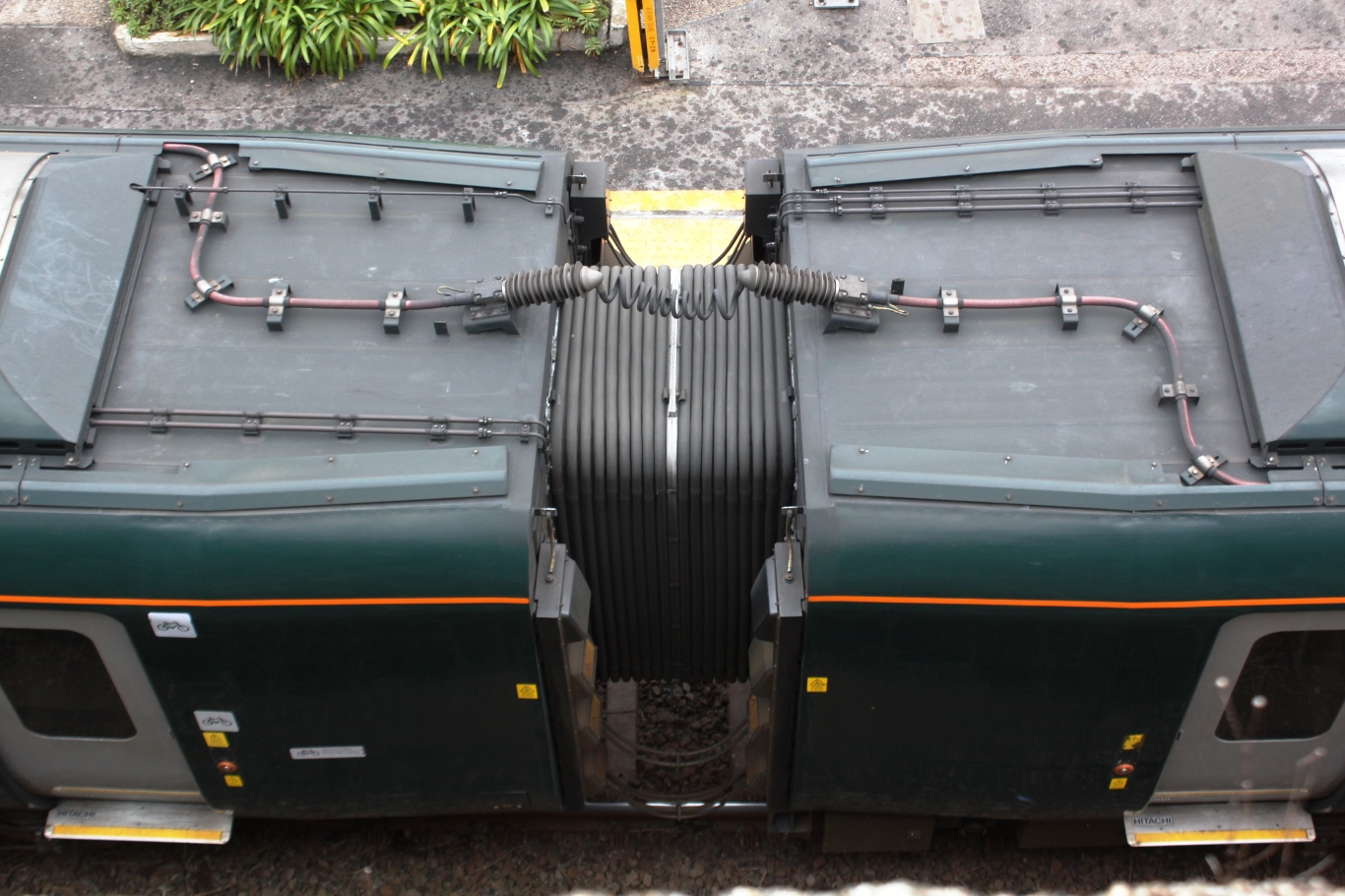
Przejście międzywagonowe – opończa w formie miecha falistego
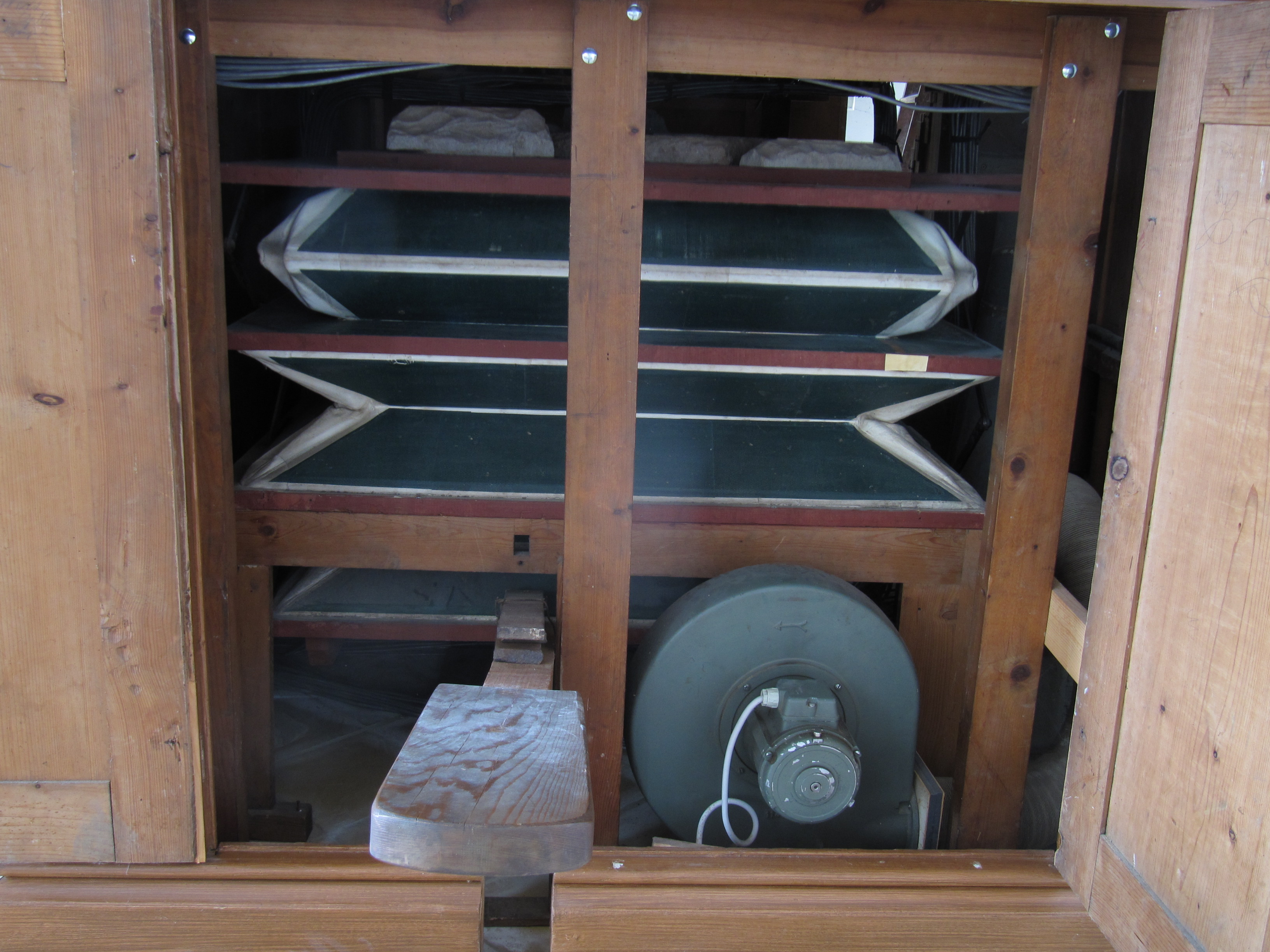
Miech magazynowy w organach piszczałkowych

## Instrumentologia
W niektórych instrumentach muzycznych dętych (czyli aerofonach, np. organy), oraz samobrzmiących (idiofonach, np. fisharmonia, akordeon, harmonia, koncertyna) miechy służą jako generator strumienia powietrza niezbędnego do wytworzenia drgań będących źródłem dźwięku.

### Organy
W organach piszczałkowych zadaniem miechów jest gromadzenie i dostarczanie pod stałym ciśnieniem powietrza używanego do zadymania piszczałek, poruszania niektórych elementów traktury pneumatycznej oraz elementów dodatkowych. W dawnych organach poruszane były siłą mięśni człowieka (tzw. kalikanta), we współczesnych napędzane są energią elektryczną lub zastępowane dmuchawą elektryczną i pełnią rolę rezerwuaru – magazynu sprężonego powietrza. Najczęściej miechy występują w zespołach składających się z dwóch na przemian działających miechów tłoczących i jednego większego miecha wyrównującego (rezerwuaru), obciążonego od góry w sposób zapewniający stałe ciśnienie powietrza.
Miechy dzieli się na dwie grupy: jednoczęściowe i dwuczęściowe. W pierwszych, to samo urządzenie spręża i gromadzi powietrze, a w celu zapewnienia równomiernego dostarczania powietrza do organów współpracują przynajmniej dwa. W drugich – jedna część spręża, a druga magazynuje powietrze.
Do końca XVIII wieku stosowano w organach miechy jednoczęściowe: do połowy XV wieku kowalskie, udoskonalone u schyłku średniowiecza do tzw. książkowych, później klinowe. Na przełomie XVI/XVII opracowano miech skrzyniowy (skrzynkowy). Na początku XIX wieku wprowadzono dwuczęściowy miech magazynowy. Współcześnie używa się miechów pływakowych napełnianych dmuchawą elektryczną lub – zamiast miechów – wykorzystuje się regulatory ciśnienia montowane bezpośrednio na wiatrownicach.

Miech klinowy
Miech poziomy
Miech skrzyniowy
Miech magazynowy
Miech pływakowy